# Avu-chan
Avu-chan (アヴちゃん; * am 25. Dezember 1991 in der Präfektur Hyōgo) ist eine japanische Rocksängerin, Liedtexterin, Musikproduzentin, Synchronsprecherin und Musicaldarstellerin.
Als Liedtexterin und Produzentin tritt sie unter dem Pseudonym Avu Barazono (薔薇園アヴ Barazono Avu) in Erscheinung und hat bereits für Musiker wie Meg, Rina Satō, Ai Shinozaki, Hey! Say! JUMP und LiSA Lieder geschrieben.
Sie ist Frontsängerin der Rock- und Punkband Queen Bee und Sängerin der Indie-Rockgruppe Gokumontō Ikka.

## Biografie
Avu-chan wurde am 25. Dezember 1991 in der Präfektur Hyogo geboren und hat afroamerikanische Wurzeln.
Seit ihrer Zeit an der Mittelschule zeigte sich Avu-chan inspiriert von der japanischen Popgruppe Perfume interessiert an Musik und gründete im März des Jahres 2009 mit Klassenkameraden und ihrer jüngeren Schwester Ruri-chan die Rockband Queen Bee. Die ersten Konzerte der Gruppe fanden auf Schulfesten ihrer Schule statt, wodurch sie sich erste regionale Bekanntheit erspielen konnte. Auch begann die Gruppe Auftritte in Konzerthäuser in der Kansai-Region zu spielen.
Den ersten großen Konzertauftritt hatte Avu-chan mit ihrer Band auf dem Fuji Rock Festival im Juni des Jahres 2010. Im März des Jahres 2011 veröffentlichte die Band mit Majo-gari ihr Debütalbum, unterschrieb einen Plattenvertrag bei Sony Music Associated Records und brachte im September gleichen Jahres direkt das zweite Album auf den Markt.
Kurz nach der Unterschrift mit Sony Music konnte die Gruppe mit dem Lied Desco ein erstes musikalisches Achtungszeichen setzen. Das Lied ist in der romantischen Komödie Moteki zu hören, in der Avu-chan mit ihrer Band zudem einen Cameo-Auftritt hatte.
Im Jahr 2013 kündigte Avu-chan aufgrund von persönlichen Problemen und technischer Unerfahrenheit eine musikalische Schaffenspause ein. In dieser Zeit war sie sich unsicher, ob sie weiter in Tokio Musik machen oder nach Kōbe zurückkehren wolle. Zur gleichen Zeit etwa wurde sie von Tatsuya Nakamura, dem ehemaligen Schlagzeuger der Band Blankey Jet City angefragt, ob sie nicht Interesse an einem neuen musikalischen Projekt habe. Gemeinsam mit dem Rize-Bassisten KenKen und dem Tokyo-Jihen-Gitarristen Ryosuke „Ukigumo“ Nagaoka gründeten sie die Supergroup Gokumontō Ikka. Avu-chan erklärte später, dass Nagaokas Einstieg in die Gruppe essentiell gewesen sei, da sein Auftreten der Band einen unvorhersehbaren Touch verpasst habe.
Im August des Jahres 2013 hatte Gokumontō Ikka ihr erstes Konzert auf dem Rising Sun Rock Festival. Nachdem die Gruppe zunächst mehrere Demos auf digitaler Ebene veröffentlichte, erschien im November des Jahres 2015 mit Jitsuroku! Gokumontō während einer Konzertreise ihre erste EP. Auch arbeitete Avu-chan mit der Sängerin Mariko Gotō zusammen und sangen gemeinsam eine Coverversion des Liedes Ai no Senshi, dass auf einem Tribute-Album zum 20-jährigen Bestehen des Sailor-Moon-Franchise veröffentlicht wurde.
Nach einjähriger Pause nahm auch Queen Bee wieder ihre musikalische Aktivitäten auf. Die Comeback-Single Venus wurde als Titellied des Fernsehdramas Spooky Romantic verwendet. Auch arbeitete Avo-chan mit der südkoreanischen Boygroup Choshinsung zusammen. Im Rahmen dieser Zusammenarbeit schrieb und interpretierte Avu-chan das Lied Jesus für Choshinsungs Sub-Unit Funky Galaxy, dass auf deren Debüt-EP zu hören ist.
Im Jahr 2017 feierte Avu-chan ihr Debüt als Musicaldarstellerin als sie die Rolle der Columbia in der japanischen Version der Rocky Horror Show spielte. 2019 verkörperte sie die Rolle Yitzhak im Musical Hedwig and the Angry Inch. Im Jahr 2021 sprach Avu-chan den Hauptcharakter im Anime-Musicalfilm Inu-Oh. Als Liedschreiberin schrieb sie das Lied Ōkami Seinen der zu dem Zeitpunkt anonymen Gruppe Honey Bee, die später als Hey! Say! JUMP bekannt wurde. Im Jahr 2021 arbeitete Avu-chan mit der japanischen Sängerin LiSA zusammen für die sie das Lied GL schrieb, dass LiSAs Minialbum Ladybug zu finden ist.
Im Jahr 2020 veröffentlichte Avu-chan ihr erstes Fotobuch Amphis Avuchan. Avu-chan übersetzte das Bee-Gees-Lied Stayin’ Alive ins Japanische und sang das Lied für den Film Bullet Train.

## Persönliches
Avu-chan outete sich selbst als nichtbinär. Zu ihrer Schulzeit konnte sich Avu-chan mit Charakteren, die nicht in die traditionellen Geschlechterrollen passen, identifizieren und nannte dabei Hedwig aus Hedwig and the Angry Inch und Angel aus dem Film Rent als Beispiele. Sie sagte, dass sie es nicht leiden kann, wenn Menschen in ein bestimmtes Geschlecht oder einer „Rasse“ kategorisiert werden.
In ihrer eigenen Künstlerbiografie aus dem Jahr 2012 nutzt Avu-chan die Personalpronomen sie/ihr, welche auch in einem Artikel von MTV Verwendung fanden. Die Künstlerbiografie wurde 2019 geändert und die Eigennutzung von sie/ihr entfernt. In japanischen Medien wird oft das Pronomen kanojo (彼女) genutzt, als Äquivalent zu sie/ihr.
Avu-chan hat afroamerikanische Wurzeln. Dies ist die textliche Basis zum Queen-Bee-Lied Half, welches im Abspann des Anime Tokyo Ghoul:re zu hören ist. Das Lied beschreibt unter anderem Avu-chans Kindheitserfahrungen als Japaner mit afroamerikanischem Hintergrund in der japanischen Gesellschaft. Auch kann sie den Begriff hafū, der japanische Menschen mit verschiedenen Wurzeln beschreibt, nicht ausstehen.
Avu-chans jüngere Schwester Ruri-chan ist als Schlagzeugerin bei Queen Bee aktiv. Avu-chan beschreibt sich überdies als Buddhistin.

## Diskografie

### Mit Gokumontō Ikka
- 2015: Jitsuroku! Gokumontō Ikka (EP)

### Als Liedtexterin
- 2013: Kimi ga Tame von Meg auf dem Album Continue[32]
- 2015: Binetsu Annaijin von Ai Shinozaki auf dem Album Eat ’Em and Smile[33]
- 2015: Hi no Umi von Rina Satō (als Rei Hino) auf der Charaktersong-Collection zu Sailor Moon[34]
- 2020: Ōkami Seinen von Hey! Say! JUMP auf dem Album Fab! Music Speaks[16]
- 2021: GL von LiSA auf dem Minialbum Ladybug[18]

## Filmografie
- 2011: Moteki als Avu-chan (Cameo-Auftritt)
- 2012: Das x Auris Buttocks Drive als Avu-chan[35]
- 2015: Spooky Romantics als Dorfbewohnerin (2 Folgen)[36]
- 2018: Devilman Crybaby als Zenon (Stimme, eine Folge)[37]
- 2021: Inu-Oh als Inu-Oh (Stimme)[37]

## Theaterbeteiligungen
- 2017: The Rocky Horror Show als Columbia
- 2019: Hedwig and the Angry Inch als Yitzhak

## Bibliografie
- Avu-chan: Amphis Avuchan. Hrsg.: E-Net Frontier Co., Ltd. Tokio 2020, ISBN 978-4-86205-936-9 (japanisch).